# Maria Tebús
Maria dos Santos Lima da Costa Tebús Torres (nascida em 2 de setembro de 1958) é uma política santomense. Ela nasceu na aldeia de Santa Filomena na ilha de São Tomé. No dia 21 de abril de 2006 foi nomeada Vice-Primeira-Ministra do país e Ministra do Planeamento e das Finanças no governo de Tomé Vera Cruz. Ela também ocupou o cargo de Ministra do Planeamento e Finanças de 2002 a agosto de 2003.